# Soulmate (película)
Soulmate (en hangul, 소울메이트; romanización revisada, Deo Mun; literalmente, «Alma gemela») es una película surcoreana de 2023, adaptación del homónimo largometraje chino de 2016, dirigida por Min Yong-geun, y protagonizada por Kim Da-mi, Jeon So-nee y Byeon Woo-seok. Se estrenó en Corea del Sur el 15 de marzo de 2023.

## Sinopsis
La trama comienza en 1998 y se desarrolla en la isla de Jeju; describe los altibajos de la relación entre dos mujeres nacidas en 1988, Mi-so (Kim Da-mi) y Ha-eun (Jeon So-ni), que compartieron su infancia juntas mientras se convertían en adultas. El pacífico mundo de los dos experimenta sutiles grietas cuando Ha-eun comienza su primer amor con su compañero de clase Jin-woo (Byun Woo-seok) en su adolescencia. Mi-so, de espíritu libre, se va a la ciudad para llevar una vida aventurera, mientras que Ha-eun se queda en su ciudad natal para llevar una vida estable y las dos se distancian gradualmente.

## Reparto

### Principal
- Kim Da-mi como Ahn Mi-so, la mejor amiga de Ha-eun desde la infancia.[6][7][8]
  - Kim Soo-hyung como Mi-so de niña.[9]
- Jeon So-nee como Go Ha-eun, la mejor amiga desde la infancia de Mi-so.[10][7][11]
  - Ryu Ji-an como Ha-eun de niña.[9]
- Byeon Woo-seok como Ham Jin-woo, el amor platónico de Ha-eun.[12]

### Secundario
- Heo Ji-na como la señora Ahn, la madre de Mi-so.[13]
- Jang Hye-jin como la señora Go, la madre de Ha-eun.[14]
- Park Chung-seon como el señor Go, el padre de Ha-eun.[14]
- Nam Yoon-su como Ki-hoon, el novio de Mi-so.[14]
- Kang Mal-geum como curadora en un museo de arte.[14]
- Oh Min-ae como Yeong-ok.[14]
- Hyun Bong-sik como dueño de una tienda.[14]
- Lee Hyun-kyun como un profesor de la escuela elemental de Jongdal.
- Oh Min-ae como Yeong-ok.[15]
- Park Ji-yeon como la profesora de arte.
- Park Jin-soo como el profesor de Ha-eun.
- Kim Mi-so como una amiga de Ha-eun.
- Kwak Jin-seok como el novio de la madre de Mi-so.

## Producción
El filme es una coproducción de Climax Studio, Andmark y Lezhin Studio, y está distribuida por Next Entertaniment World. Es una versión del homónimo original chino dirigido en 2016 por Derek Tsang, que obtuvo un gran éxito en su país. El director Min declaró en la presentación que se diferenciaba del original en su modo de acercarse al rostro de los actores: «es una película con muchos primeros planos y quería retratar cambios emocionales invisibles y una psicología sutil a través del rostro».
En julio de 2020 se confirmó el reparto de actores, y se anunció que el comienzo del rodaje estaba previsto para finales del mes siguiente. El papel protagonista masculino se había ofrecido a Park Jin-young, aunque finalmente no tomó parte en el filme. El rodaje duró aproximadamente un mes y medio, y se realizó por completo en la isla de Jeju.
El 17 de enero de 2023 la distribuidora anunció la fecha del estreno y publicó el cartel de lanzamiento.El 3 de febrero se presentó la producción en la entrada de la Universidad Lotte Cinema Konkuk en Gwangjin-gu, con la presencia del director y el trío de protagonistas.

## Recepción

### Estreno y taquilla
La película se estrenó el 15 de marzo de 2023 en 749 salas. En su primer fin de semana fue la primera por espectadores (más de 72 000) entre las producciones surcoreanas. Al final de su período de exhibición, había vendido 234 775 entradas, para una taquilla del equivalente en wones a 1 732 669 dólares. Quedó por este concepto en la trigésimo tercera posición entre las películas surcoreanas estrenadas en ese año.
Fue invitada al 28.º Festival Internacional de Cine de Busan, en la sección Korean Cinema Today - Panorama, donde se proyectaó el 5 de octubre de 2023.

### Crítica
Para Hong Eun-mi (Cine21), que define Soulmate como «una mezcla de narrativa femenina y mitología materna», es difícil ver la película sin tener presente la imagen residual del original chino. Sin embargo, con respecto a este, introduce un giro narrativo, en un intento de introducir tensión, que deja la impresión de ser la clave de todo, mientras que en el original el foco está en la historia en sí.
Kim Hye-seon (IS Plus) señala otra diferencia entre el original chino y la versión coreana: «a diferencia del tono algo oscuro representado en la obra original, Soulmate agrega una sensación refrescante al aumentar la saturación y el brillo de la pantalla con la isla de Jeju como fondo».